# 李漫芬
李漫芬（英語：Fanny Lee Man Fan，1974年6月13日—），香港女演員及主持人，曾為無綫電視基本藝人合約女藝員。

## 簡歷
李漫芬早年就讀白田天主教小學和中華基督教會協和書院，就讀小學期間已被老師挑選任校內活動司儀。李漫芬入行初期曾任電影場記及副導演，後加入東亞衛視。2005年，轉投無綫電視成為該台基本藝人合約女藝員。除了接拍電視劇集外，李漫芬主力主持娛樂及綜藝節目，並於商業活動擔任司儀。2024年，李漫芬宣布離巢，結束與無綫電視18年的賓主關係。

## 感情生活
2017年2月，李漫芬與圈外男友談成坤（Alvin）結婚；同年9月於社交網站宣布懷孕，及後在接受電話訪問時透露懷孕3個多月。2018年4月1日，她剖腹誕下女兒。

## 演出作品

### 電視劇
| 首播           | 劇名                        | 角色 |
| 無綫電視       |                             | |
| 2005年         | 人間蒸發                    | 何淑欣（Mandy） |
| 2007年         | 同事三分親                  | June（整容前）（第102集） |
| 2008年         | 野蛮奶奶大戰戈師奶          | 玩具店店員 |
| 2008年         | 與敵同行                    | 祕 書 |
| 2008年         | 畢打自己人                  | 林美娟、Amy（第19集） |
| 2008年         | 溏心風暴之家好月圓          | 梁 太（第23集） |
| 2008年         | 金石良緣                    | 觀 眾（第15集） |
| 2009年         | 桌球天王                    | 瑜伽導師（第10集） |
| 2009年         | 古靈精探B                   | 金飾鋪售貨員（第6集） |
| 2010年         | 老公萬歲                    | 護士（第17集） |
| 2010年         | 女王辦公室                  | 走失孩童母親（第55集） |
| 2010年         | 飛女正傳                    | Bobo（第6集） |
| 2010年         | 蒲松齡                      | 應徵者 |
| 2010年         | 談情說案                    | Phoenix（第7集） |
| 2010年         | 天天天晴                    | 張太、記者 |
| 2010年         | 女人最痛                    | 顧 客 |
| 2010年         | 摘星之旅                    | 護 士 |
| 2010年         | 巾幗梟雄之義海豪情          | 玫瑰姊妹 |
| 2010年         | 誘情轉駁                    | 大新袍（第4-5集） |
| 2011年         | 仁心解碼                    | 茶餐廳夥記（第3集） |
| 2011年         | 誰家灶頭無煙火              | 紅牡丹 |
| 2011年         | 花花世界花家姐              | 顧 客 |
| 2011年         | 點解阿Sir係阿Sir            | 新聞報道員 |
| 2011年         | 天與地                      | 飾品店店員 |
| 2011年         | 我的如意狼君                | 售貨員 |
| 2012年         | 4 In Love                   | 售貨員、瑜伽導師 |
| 2012年         | 當旺爸爸                    | 女主持（第3集） |
| 2012年         | 飛虎                        | 女子（第6集） |
| 2012年         | 回到三國                    | 記者（第25集） |
| 2012年         | 巴不得媽媽...               | 售貨員 |
| 2012年         | 怒火街頭2                   | 記者（第5集） |
| 2012年         | 法網狙擊                    | 況天藍之姨（第6集） |
| 2012至2015年   | 愛·回家 (第一輯)            | 新聞報導員（第5集） 邢Sir媳婦（第25集） 售貨員（第252集） 主持（第512集） 少婦（第591集） 花師奶（第640集） Fanny（第682集） 瑜伽班學員（第853集） |
| 2013年         | 戀愛季節                    | 施辰鄰居 |
| 2013年         | 心路GPS                     | 主 持 |
| 2013年         | 女警愛作戰                  | 欣 欣 |
| 2013年         | 神鎗狙擊                    | 鄭太（第2－3、6集） |
| 2014年         | 叛逃                        | 公關（第7集） |
| 2014年         | 愛我請留言                  | 售貨員（第3集） |
| 2014年         | 點金勝手                    | 胡麗川（第5集） |
| 2014年         | 忠奸人                      | 售貨員（第6集） |
| 2015年         | 四個女仔三個BAR             | 鄭太（第24集） |
| 2015年         | 華麗轉身                    | Teresa |
| 2015年         | 鬼同你OT                    | 劉太（第4集） |
| 2015年         | 無雙譜                      | 老闆娘（第8集） |
| 2015年         | 東坡家事                    | 蘇八娘（第17集） |
| 2015年         | 實習天使                    | 王太（第1集） |
| 2016年         | 愛情食物鏈                  | 主持（第9集） |
| 2016年         | 公公出宮                    | 徐大富老婆 |
| 2016年         | EU超時任務                  | 客人妻 |
| 2016年         | 火線下的江湖大佬            | 余小姐（第7集） |
| 2016年         | 愛·回家之八時入席           | 達妻（第136、138集） |
| 2016年         | 殭                          | 瑜珈導師（第31集） |
| 2016年         | 一屋老友記                  | 歐玉嫻 |
| 2016年         | 純熟意外                    | 母親（第24集） |
| 2016年         | 超能老豆                    | 張太（第1集） |
| 2016年         | 巨輪II                      | 航空公司職員 |
| 2016年         | 幕後玩家                    | Fanny |
| 2016年         | 致命復活                    | 周瑞娥 |
| 2017年至今     | 愛·回家之開心速遞           | 傳心師（第5、43、200-201集） |
| 2017年至今     | 愛·回家之開心速遞           | Dr. Annie Mo（第395集至今） |
| 2017年至今     | 愛·回家之開心速遞           | 師奶（第794集） |
| 2017年至今     | 我瞞結婚了                  | 記者（第14集） |
| 2017年至今     | 與諜同謀                    | 台灣刑警（第23集） |
| 2017年至今     | 全職沒女                    | 女法醫（第6集） |
| 2017年至今     | 賭城群英會                  | 士多老闆娘 |
| 2017年至今     | 踩過界                      | 寶貝怡 |
| 2017年至今     | 超時空男臣                  | 馬評人（第14集） |
| 2017年至今     | 同盟                        | 搞事份子（第19集） |
| 2017年至今     | 溏心風暴3                   | Polly |
| 2018年         | 果欄中的江湖大嫂            | 記者（第26集） |
| 2018年         | 棟仁的時光                  | Ivy Lam（第5集） |
| 2018年         | 天命                        | 之妻 |
| 2018年         | 特技人                      | Betty（第12、16-17、22集） |
| 2018年         | 跳躍生命線                  | 雄二家姐（第7集） |
| 2018年         | 是咁的，法官閣下            | 馬加儀律師（第12-14集） |
| 2018年         | 大帥哥                      | 阿蓮 |
| 2019年         | 她她她的少女時代            | 中女（第6集） |
| 2019年         | 街坊財爺                    | 媽媽（第6集） |
| 2019年         | 牛下女高音                  | 母親（第3-4集） |
| 2020年         | 法證先鋒IV                  | 袁李惠珠 |
| 2020年         | 降魔的2.0                   | 護士 |
| 2020年         | 那些我愛過的人              | 林太（第22集） |
| 2020年         | 反黑路人甲                  | 經理人 |
| 2020年         | 過街英雄                    | 中年婦（第6集） |
| 2021年         | 愛美麗狂想曲                | 瑜伽導師（第5集） |
| 2021年         | 伙記辦大事                  | Fanny |
| 2021年         | 逆天奇案                    | 周小姐 |
| 2021年         | 寶寶大過天                  | 港媽（第21集） |
| 2021年         | 七公主                      | 劉太（第1集） |
| 2021年         | 把關者們                    | 王太（第9-10集） |
| 2021年         | 青年心城之撐起青春          | 面試官（第2集） |
| 2021年         | 換命真相                    | Miss Mo |
| 2021年         | 星空下的仁醫                | 培母（第20集） |
| 2022年         | 異搜店                      | 客人（第13集） |
| 2022年         | 鐵拳英雄                    | 旅館職員（第25集） |
| 2022年         | 雙生陌生人                  | 主持（第11集） |
| 2022年         | 十八年後的終極告白2.0       | 姜慧心（Winnie） |
| 2022年         | 回歸                        | Fanny（第12-13集） |
| 2022年         | 痞子殿下                    | 搣妃 |
| 2022年         | 凶宅清潔師（J2首播）        | 師奶（第2集） |
| 2022年         | 白色強人II                  | 經理人（第25集） |
| 2022年         | 美麗戰場                    | 李太 |
| 2022年         | 下流上車族                  | 馬太 |
| 2022年         | 超能使者                    | 街坊 |
| 2022年         | 輕·功                       | 麥太 |
| 2023年         | 新四十二章                  | 天姐 |
| 2023年         | 隱門                        | 家長 |
| 2023年         | 靈戲逼人                    | 麗母 |
| 2023年         | 寵愛Pet Pet                 | Helen（第7、12、19-20集） |
| 2023年         | 羅密歐與祝英台              | Rose |
| 2024年         | 再見·枕邊人                 | |
| 2024年         | 婚後事                      | |
| 2024年         | 神耆小子                    | |
| 2024年         | 反黑英雄                    | 張東前妻 |
| 2025年         | 富貴千團                    | 校長（第5集） |
| 2025年         | 奪命提示                    | 嚴主任（第2集） |
| 亞洲電視       |                             | |
| 2006年         | 香港奇案實錄                | 侍應（第2集） |
| 香港電台電視部 |                             | |
| 2012年         | 賭海迷徒2012 之「冠軍爸爸」 | Carol |
| 邵氏兄弟       |                             | |
| 2023年         | 廉政狙擊                    | 霞 姐 |
| 2025年         | 執法者們                    | 銀 姐 |

### 電視節目
- 2014年：搵個好男人（第6—10集）
- 2015年：超強選擇1分鐘（第19集）
- 2017年：最緊要好玩
- 2019年：1+1的派對
- 2021年：日日媽媽聲（第6集）
- 2022年：一夜夫妻120蚊[8]

### 電影
| 首映   | 片名                  | 角色         |
| 1996年 | 四個32A和一個香蕉少年 |              |
| 1996年 | 色情男女              | 觀眾         |
| 1999年 | 陰陽路之凶周刊        | 記者         |
| 1999年 | 四人幫之錢唔夠洗      |              |
| 2000年 | 天有眼                |              |
| 2001年 | 有人說愛我            |              |
| 2001年 | 玉女添丁              | 阿勁前妻     |
| 2002年 | Office有鬼            |              |
| 2002年 | 二人三足              |              |
| 2003年 | 禁室培慾3             |              |
| 2003年 | 大丈夫                | 捉姦太太     |
| 2003年 | 忘不了                | 幼稚園老師   |
| 2003年 | 戀上你的床            | 雜誌社記者   |
| 2003年 | 六樓后座              | 六樓后座朋友 |
| 2003年 | 1:99 電影行動         |              |
| 2004年 | 六壯士                |              |
| 2004年 | 大事件                | 記者         |
| 2004年 | 見鬼2                 |              |
| 2005年 | 怪物                  | 駱太         |
| 2006年 | 妻骨未寒              |              |
| 2006年 | 大丈夫2               | 謝裕鈴       |
| 2006年 | 超班寶寶              |              |
| 2007年 | 導火綫                |              |
| 2009年 | 幻雨追緝              | 記者         |
| 2011年 | 勁抽福祿壽            | 記者         |
| 2012年 | 低俗喜劇              | 梁太         |
| 2015年 | 殺破狼2               | 懷孕女子     |
| 2020年 | 麥路人                |              |

## 主持
- 第32屆香港電影金像獎——紅地氈司儀[9]

## 參與活動
- 2008-2009年：鐵甲無敵獎門人（第42集）
- 2013年：鍾嘉欣Love Love Love演唱會2013

## 外部連結
- 李漫芬的新浪微博
- 李漫芬的Facebook專頁
- 李漫芬的Instagram帳戶
- 李漫芬在香港影庫上的簡介